# Sunray (Texas)
La ville américaine de Sunray est située dans le comté de Moore, dans l’État du Texas. Elle comptait 1 950 habitants lors du recensement de 2000.

## Source
- (en) Cet article est partiellement ou en totalité issu de l’article de Wikipédia en anglais intitulé « Sunray, Texas » (voir la liste des auteurs).